# Tarasicha (wieś w obwodzie niżnonowogrodzkim)
Tarasicha (ros. Тарасиха) – wieś (dieriewnia) w Rosji, w obwodzie niżnonowogrodzkim, w okręgu miejskim Siemionowa. W 2010 liczyła 3 mieszkańców.